# 북위 18도
북위 18도는 적도에서 북쪽으로 18도 떨어진 위선이다. 아프리카, 아시아, 태평양, 북아메리카, 대서양을 지난다.

## 지나가는 지역
본초 자오선에서 동쪽으로 북위 18도는 다음 지역을 지나간다.
| 좌표                                                    | 나라, 지역, 해역 | 주석 |
| ------------------------------------------------------- | ---------------- | --- |
| 북위 18° 0′ 동경 0° 0′  / 북위 18.000° 동경 0.000°      | 말리             | |
| 북위 18° 0′ 동경 4° 14′  / 북위 18.000° 동경 4.233°     | 니제르           | |
| 북위 18° 0′ 동경 15° 33′  / 북위 18.000° 동경 15.550°   | 차드             | |
| 북위 18° 0′ 동경 24° 0′  / 북위 18.000° 동경 24.000°    | 수단             | |
| 북위 18° 0′ 동경 38° 34′  / 북위 18.000° 동경 38.567°   | 에리트레아       | 약 1km |
| 북위 18° 0′ 동경 38° 34′  / 북위 18.000° 동경 38.567°   | 홍해             | |
| 북위 18° 0′ 동경 41° 38′  / 북위 18.000° 동경 41.633°   | 사우디아라비아   | |
| 북위 18° 0′ 동경 48° 7′  / 북위 18.000° 동경 48.117°    | 예멘             | |
| 북위 18° 0′ 동경 52° 28′  / 북위 18.000° 동경 52.467°   | 오만             | |
| 북위 18° 0′ 동경 56° 24′  / 북위 18.000° 동경 56.400°   | 인도양           | 아라비아해 |
| 북위 18° 0′ 동경 73° 1′  / 북위 18.000° 동경 73.017°    | 인도             | 마하라슈트라주 카르나타카주 안드라프라데시주 차티스가르주 오디샤주 안드라프라데시주 오디샤주 안드라프라데시주                              |
| 북위 18° 0′ 동경 83° 34′  / 북위 18.000° 동경 83.567°   | 인도양           | 벵골만 |
| 북위 18° 0′ 동경 94° 28′  / 북위 18.000° 동경 94.467°   | 미얀마           | |
| 북위 18° 0′ 동경 97° 44′  / 북위 18.000° 동경 97.733°   | 태국             | |
| 북위 18° 0′ 동경 101° 1′  / 북위 18.000° 동경 101.017°  | 라오스           | |
| 북위 18° 0′ 동경 101° 45′  / 북위 18.000° 동경 101.750° | 태국             | |
| 북위 18° 0′ 동경 102° 24′  / 북위 18.000° 동경 102.400° | 라오스           | 비엔티안 바로 북쪽을 지나감 |
| 북위 18° 0′ 동경 103° 3′  / 북위 18.000° 동경 103.050°  | 태국             | |
| 북위 18° 0′ 동경 104° 12′  / 북위 18.000° 동경 104.200° | 라오스           | |
| 북위 18° 0′ 동경 105° 37′  / 북위 18.000° 동경 105.617° | 베트남           | |
| 북위 18° 0′ 동경 106° 28′  / 북위 18.000° 동경 106.467° | 남중국해         | 중화인민공화국 하이난성 바로 남쪽을 지나감                                                                                                 |
| 북위 18° 0′ 동경 120° 30′  / 북위 18.000° 동경 120.500° | 필리핀           | 루손섬 |
| 북위 18° 0′ 동경 122° 11′  / 북위 18.000° 동경 122.183° | 태평양           | 필리핀해 북마리아나 제도 파간섬 바로 남쪽을 지나감 이름없는 해역                                                                           |
| 북위 18° 0′ 서경 102° 27′  / 북위 18.000° 서경 102.450° | 멕시코           | |
| 북위 18° 0′ 서경 88° 46′  / 북위 18.000° 서경 88.767°   | 벨리즈           | |
| 북위 18° 0′ 서경 88° 8′  / 북위 18.000° 서경 88.133°    | 체투말만         | |
| 북위 18° 0′ 서경 87° 58′  / 북위 18.000° 서경 87.967°   | 벨리즈           | 앰버그리스섬 |
| 북위 18° 0′ 서경 87° 55′  / 북위 18.000° 서경 87.917°   | 카리브해         | |
| 북위 18° 0′ 서경 77° 50′  / 북위 18.000° 서경 77.833°   | 자메이카         | 킹스턴을 통과함 |
| 북위 18° 0′ 서경 76° 15′  / 북위 18.000° 서경 76.250°   | 카리브해         | 아이티 티부롱반도 바로 남쪽을 지나감 |
| 북위 18° 0′ 서경 71° 42′  / 북위 18.000° 서경 71.700°   | 도미니카 공화국  | |
| 북위 18° 0′ 서경 71° 9′  / 북위 18.000° 서경 71.150°    | 카리브해         | 도미니카 공화국 사오나섬 바로 남쪽을 지나감 푸에르토리코 모나섬 바로 남쪽을 지나감                                                         |
| 북위 18° 0′ 서경 67° 12′  / 북위 18.000° 서경 67.200°   | 푸에르토리코     | |
| 북위 18° 0′ 서경 65° 52′  / 북위 18.000° 서경 65.867°   | 카리브해         | 푸에르토리코 비에게스섬 바로 남쪽을 지나감 미국령 버진아일랜드 세인트크로이섬과 세인트토머스섬 사이를 지나감 신트마르턴 바로 남쪽을 지나감 |
| 북위 18° 0′ 서경 63° 0′  / 북위 18.000° 서경 63.000°    | 대서양           | 바로 북쪽을 지나감 생바르텔레미 |
| 북위 18° 0′ 서경 16° 1′  / 북위 18.000° 서경 16.017°    | 모리타니         | 누악쇼트 바로 남쪽을 지나감 |
| 북위 18° 0′ 서경 5° 46′  / 북위 18.000° 서경 5.767°     | 말리             | |

## 같이 보기
- 북위 17도
- 북위 19도